# Мерседис (Парана)
Мерседис (порт. Mercedes) — муниципалитет в Бразилии, входит в штат Парана. Составная часть мезорегиона Запад штата Парана. Входит в экономико-статистический микрорегион Толеду. Население составляет 4905 человек на 2006 год. Занимает площадь 200,864 км². Плотность населения — 24,4 чел./км².

## История
Город основан 13 сентября 1991 года. 

## Статистика
- Валовой внутренний продукт на 2003 год составляет 64 479 908,00 реалов (данные: Бразильский институт географии и статистики).
- Валовой внутренний продукт на душу населения на 2003 год составляет 13 520,64 реалов (данные: Бразильский институт географии и статистики).
- Индекс развития человеческого потенциала на 2000 год составляет 0,816 (данные: Программа развития ООН).